# شهرک معاونت آب و خاک جهاد کشاورزی
شهرک معاونت آب و خاک جهاد کشاورزی یک منطقهٔ مسکونی در استان البرز ایران است که در دهستان محمدآباد (کرج) در جاده کرج - اشتهارد واقع شده‌است. شهرک معاونت آب و خاک جهاد کشاورزی ۲۱۸ نفر جمعیت دارد.